# Liga de Francia de balonmano 2016-17
La Liga de Francia de balonmano 2016-17 fue la 65.ª edición de la Liga de Francia de balonmano. En ella compitieron 14 equipos y el PSG HB defendió el título logrado la temporada anterior, tras ganar de nuevo la liga.

## Clubes
| Equipo                      | Entrenador          | Ciudad          | Pabellón                                  | Aforo |
| --------------------------- | ------------------- | --------------- | ----------------------------------------- | ----- |
| USM Saran                   | Fabien Courtiel     | Saran           | Halle du Bois Joly                        | 950   |
| Cesson-Rennes MHB           | David Christmann    | Cesson-Sévigné  | Palais des Sports de la Valette           | 1.400 |
| Chambéry Savoie Handball    | Mario Cavalli       | Chambéry        | Le Phare                                  | 4.300 |
| Fenix Toulouse HB           | Philippe Gardent    | Toulouse        | Palais des Sports André Brouat            | 4.200 |
| HBC Nantes                  | Thierry Anti        | Nantes          | Salle de la Trocardière                   | 4.100 |
| Montpellier HB              | Patrice Canayer     | Montpellier     | Arena de Montpellier                      | 9.000 |
| Paris Saint-Germain         | Zvonimir Serdarušić | París           | Estadio Pierre de Coubertin               | 4.000 |
| Pays d'Aix Université       | Jérôme Fernandez    | Aix-en-Provence | Gymnase Val de l'Arc                      | 2.500 |
| Saint-Raphaël VHB           | Joël da Silva       | Saint-Raphaël   | Palais des sports Jean-François-Krakowski | 2.000 |
| Sélestat Alsace HB          | Jean-Luc Le Gall    | Sélestat        | CSI Sélestat                              | 2.300 |
| USAM Nîmes                  | Franck Maurice      | Nîmes           | Le Pamasse                                | 4.300 |
| US Créteil HB               | Christophe Mazel    | Créteil         | Palais des sports Robert-Oubron           | 2.400 |
| Dunkerque HB Grand Littoral | Patrick Cazal       | Dunkerque       | Salle Dewerdt                             | 2.300 |
| US Ivry Handball            | Pascal Leandri      | Ivry-sur-Seine  | Gymnase Auguste-Delaune                   | 1.500 |

## Clasificación
|    | Equipos             | Part. | G  | E | P  | GF  | GC  | Dif  | Pts | Resultado                 |
| -- | ------------------- | ----- | -- | - | -- | --- | --- | ---- | --- | ------------------------- |
| 1  | Paris Saint-Germain | 26    | 24 | 0 | 2  | 899 | 729 | 170  | 48  | Campeón/ Champions League |
| 2  | HBC Nantes          | 26    | 22 | 1 | 3  | 843 | 732 | 111  | 45  | Competición Europea       |
| 3  | Montpellier HB      | 26    | 20 | 0 | 6  | 848 | 704 | 144  | 40  | Competición Europea       |
| 4  | Saint-Raphaël VHB   | 26    | 16 | 3 | 7  | 746 | 691 | 55   | 35  | Competición Europea       |
| 5  | Chambéry Savoie HB  | 26    | 13 | 0 | 13 | 727 | 702 | 25   | 26  |                           |
| 6  | Dunkerque HB        | 26    | 12 | 2 | 12 | 699 | 711 | -12  | 26  |                           |
| 7  | Fenix Toulouse HB   | 26    | 11 | 3 | 12 | 749 | 779 | -30  | 25  |                           |
| 8  | Pays d'Aix HB       | 26    | 10 | 2 | 14 | 761 | 769 | -8   | 22  |                           |
| 9  | US Ivry Handball    | 26    | 9  | 4 | 13 | 705 | 740 | -35  | 22  |                           |
| 10 | USAM Nîmes          | 26    | 10 | 2 | 14 | 703 | 733 | -30  | 22  |                           |
| 11 | Cesson-Rennes MHB   | 26    | 6  | 4 | 16 | 681 | 748 | -67  | 16  |                           |
| 12 | USM Saran           | 26    | 6  | 4 | 16 | 745 | 845 | -100 | 16  |                           |
| 13 | US Créteil HB       | 26    | 7  | 2 | 17 | 738 | 815 | -77  | 16  | Descenso                  |
| 14 | Sélestat Alsace HB  | 26    | 2  | 1 | 23 | 616 | 762 | -146 | 5   | Descenso                  |

## Estadísticas

### Equipo ideal
| Posición          | Nombre            | Club               |
| ----------------- | ----------------- | ------------------ |
| Portero           | Vincent Gérard    | Montpellier HB     |
| Extremo derecho   | David Balaguer    | HBC Nantes         |
| Extremo izquierdo | Uwe Gensheimer    | PSG                |
| Pivote            | Ludovic Fabregas  | Montpellier HB     |
| Central           | Nikola Karabatić  | PSG                |
| Lateral derecho   | Jure Dolenec      | Montpellier HB     |
| Lateral izquierdo | Mikkel Hansen     | PSG                |
| Mejor joven       | Melvyn Richardson | Chambéry Savoie HB |
| Mejor entrenador  | Thierry Anti      | HBC Nantes         |

### Máximos goleadores
| N.º | Nombre               | Club               | Goles |
| --- | -------------------- | ------------------ | ----- |
| 1   | Uwe Gensheimer       | PSG                | 167   |
| 2   | Hugo Descat          | US Créteil HB      | 158   |
| 3   | Morten Vium Troelsen | US Ivry Handball   | 152   |
| 4   | Raphaël Caucheteux   | Saint-Raphaël VHB  | 150   |
| 5   | David Balaguer       | HBC Nantes         | 138   |
| 6   | Jure Dolenec         | Montpellier HB     | 132   |
| 7   | Fahrudin Melić       | Chambéry Savoie HB | 130   |
| 7   | Nemanja Ilić         | Fenix Toulouse HB  | 130   |
| 9   | Snorri Guðjónsson    | USAM Nîmes         | 127   |
| 10  | Nicolas Claire       | HBC Nantes         | 125   |